# Tom Moore (militair)
Sir Thomas Moore (Keighley, 30 april 1920 - Bedford, 2 februari 2021), bekend als Captain Tom, was een Britse legerofficier. Hij werd in 2020 bekend door zijn inspanningen om geld in te zamelen voor een goed doel in de aanloop naar zijn 100ste verjaardag tijdens de coronapandemie.

## Biografie

### Tweede Wereldoorlog en latere carrière
Moore diende tijdens de Tweede Wereldoorlog in India en de Birma-campagne. Zijn regiment was onder andere betrokken bij de Slag om Ramree Island in februari 1945. Na de Japanse capitulatie diende hij op Sumatra in toenmalig Nederlands-Indië. Hij verliet het leger met de rang van kapitein.
Later werd hij instructeur in gemechaniseerde oorlogvoering. Na de oorlog werkte hij als directeur van een betonbedrijf en was hij een fervent motorcoureur. 

### Coronapandemie
Op 6 april 2020, op 99-jarige leeftijd, begon hij tijdens de COVID-19-pandemie door zijn tuin, achter de rollator, rondjes te lopen ter ondersteuning van NHS Charities Together, met als doel £ 1.000 op te halen voor zijn honderdste verjaardag. Daarbij maakte hij veel media-optredens en werd hij een zeer populaire figuur in het Verenigd Koninkrijk. Bij het halen van de finish op 16 april, na honderd rondjes, stond een erewacht van het Yorkshire Regiment. De finish werd rechtstreeks uitgezonden op de BBC-televisie. Op die dag had hij al meer dan £ 17 miljoen opgehaald. Aan het eind van de actie, op 30 april, was het totaal opgelopen tot bijna £ 33 miljoen.
Kort na de wandeling verscheen hij, naast zanger Michael Ball, in een cover van het nummer "You'll Never Walk Alone", waarvan de opbrengst naar hetzelfde goede doel ging. De single haalde de eerste plaats in de Britse hitlijsten en maakte hem de oudste persoon die ooit een Britse nummer één behaalde.
Zijn honderdste verjaardag werd groots gevierd. De Royal Air Force liet een Hawker Hurricane en een Supermarine Spitfire een "flypast" over zijn huis maken. Moore ontving meer dan 150.000 verjaardagskaarten, en gelukwensen van onder anderen koningin Elizabeth II en premier Boris Johnson. Hij werd voorts benoemd tot ere-kolonel van het Army Foundation College in Harrogate.
Op 20 mei 2020 werd Moore door koningin Elizabeth wegens zijn fondsenwerving voor de gezondheidszorg in de adelstand verheven. Op 17 juli 2020 werd hij door koningin Elizabeth op Windsor Castle tot ridder geslagen.
Eind januari 2021 werd Moore getroffen door een longontsteking. Hij bleek besmet met het coronavirus en werd opgenomen in een ziekenhuis in Bedford. Twee dagen later overleed hij aan de gevolgen hiervan.
- Bibsys: 1593520724331
- Gemeinsame Normdatei: 1209241188
- Library of Congress Control Number: no2020143687
- MusicBrainz: 122c4dbc-b20c-442d-80b7-62fe1a3f1838
- Nationale Bibliotheek van Tsjechië: xx0255954
- Istituto Centrale per il Catalogo Unico: RAVV701342
- Virtual International Authority File: 6714158858104344490005
- WorldCat: E39PBJghpMKJ9rgqjqv8DB4Qbd